# Tai Baribo
Tai Baribo (Eilat, 1998. január 15. –) izraeli válogatott labdarúgó, az amerikai Philadelphia Union csatára.

## Pályafutása

### Klubcsapatokban
Baribo az izraeli Eilat városában született. Az ifjúsági pályafutását a Hapóél Rishon LeZion csapatában kezdte, majd a Hapóél Petah Tikvánál folytatta.
2017-ben mutatkozott be a Hapóél Petah Tikvá felnőtt keretében. 2021 nyarán az osztrák első osztályban szereplő Wolfsberger AC szerződtette. 2023. augusztus 2-án 2½ éves szerződést kötött az észak-amerikai első osztályban érdekelt Philadelphia Union együttesével. Először a 2023. szeptember 4-ei, New York Red Bulls ellen 4–1-re megnyert mérkőzés 72. percében, Mikael Uhre cseréjeként lépett pályára. Első gólját 2024. június 20-án, a Cincinnati ellen 4–3-as vereséggel zárult találkozón szerezte meg. 2024-ben 6 mérkőzésen elért 7 góljával megszerezte a Leagues Cup gólkirályi címét.

### A válogatottban
Baribo az U19-es és az U21-es korosztályú válogatottakban is képviselte Izraelt.
2022-ben debütált a felnőtt válogatottban. Először a 2022. március 26-ai, Németország ellen 2–0-ra elvesztett barátságos mérkőzésen lépett pályára. Első gólját 2022. szeptember 24-én, Albánia ellen 2–1-es győzelemmel zárult Nemzetek Ligája találkozón szerezte meg.

## Statisztikák
2024. augusztus 25. szerint
| Klub               | Szezon   | Osztály            | Bajnokság | Bajnokság | Kupa és Ligakupa | Kupa és Ligakupa | Nemzetközi | Nemzetközi | Összesen | Összesen |
| Klub               | Szezon   | Osztály            | Meccs     | Gól       | Meccs            | Gól              | Meccs      | Gól        | Meccs    | Gól      |
| ------------------ | -------- | ------------------ | --------- | --------- | ---------------- | ---------------- | ---------- | ---------- | -------- | -------- |
| Wolfsberger AC     | 2021–22  | Osztrák Bundesliga | 29        | 11        | 3                | 2                | —          | —          | 32       | 13       |
| Wolfsberger AC     | 2022–23  | Osztrák Bundesliga | 33        | 17        | 4                | 5                | 4          | 2          | 41       | 24       |
| Philadelphia Union | 2023     | MLS                | 5         | 0         | 0                | 0                | 1          | 0          | 6        | 0        |
| Philadelphia Union | 2024     | MLS                | 12        | 6         | 0                | 0                | 6          | 7          | 18       | 13       |
| Összesen           | Összesen | Összesen           | 79        | 34        | 7                | 7                | 11         | 9          | 97       | 50       |

### A válogatottban
| Válogatott | Év       | Pályára lépés | Gól |
| ---------- | -------- | ------------- | --- |
| Izrael     | 2022     | 7             | 3   |
| Izrael     | 2023     | 7             | 0   |
| Izrael     | 2024     | 4             | 0   |
| Izrael     | 2025     | 1             | 0   |
| Összesen   | Összesen | 19            | 3   |

#### Góljai a válogatottban
| # | Időpont              | Helyszín                               | Ellenfél | Gólok | Eredmény | Kiírás                                     |
| - | -------------------- | -------------------------------------- | -------- | ----- | -------- | ------------------------------------------ |
| 1 | 2022. szeptember 24. | Bloomfield Stadion, Tel-Aviv, Izrael   | Albánia  | 2–1   | 2–1      | 2022–2023-as UEFA Nemzetek Ligája (B liga) |
| 2 | 2022. november 17.   | HaMoshava Stadion, Petah Tikva, Izrael | Zambia   | 1–0   | 4–2      | Barátságos mérkőzés                        |
| 3 | 2022. november 20.   | HaMoshava Stadion, Petah Tikva, Izrael | Ciprus   | 2–2   | 2–3      | Barátságos mérkőzés                        |

## Sikerei, díjai
Egyéni
- A Leagues Cup gólkirálya: 2024 (7 góllal)